# División 2 Götaland Norte
División 2 Götaland Norte (en sueco Division 2 Norra Götaland) es una liga dentro de División 2 (Suecia). Los equipos suelen venir del norte de Västra Götaland y  Värmland.
Equipos en División 2 Götaland Norte en 2017:
- FBK Karlstad
- FC Trollhättan
- Grebbestads IF
- IFK Uddevalla
- IK Gauthiod
- Karlstad BK
- Lerums IS
- Lidköpings FK
- Nordvärmlands FF
- Skoftebyns IF
- Stenungsunds IF
- Vårgårda IK
- Vänersborgs IF
- Vänersborgs FK